# Hisashi Tonomura
Hisashi Tonomura (外村 尚, Tonomura Hisashi; nascido em 2 de Fevereiro de 1972 em Hirosaki, Aomori) é o guitarrista principal da banda de rock japonesa GLAY. Junto com seu colega de banda Jiro, é o integrante que tem um estilo mais próximo do Visual kei, com roupas e penteados que lembram os mangás. Apesar de nos últimos anos adotarem estilos menos extravagantes, Hisashi ainda mantém um visual exótico e andrógino. A imagem de Hisashi é associada a uma personalidade excêntrica, a seu gosto por eletrônicos e tecnologia, e uma maneira aparentemente tímida de se portar em entrevistas.

## Carreira
Hisashi fundou o GLAY junto com Teru e Takuro, colegas de ensino médio em 1994.
Em janeiro de 2009, Hisashi iniciou seu próprio quadro em um programa de TV com o ator Jun'ichi Mogi. O programa "RX-72 ～ HISASHI (GLAY) VS 茂木淳一~", vai ao ar todo último domingo de cada mês na emissora paga "Music-On". No ano de 2018, Hisashi e Jun'ichi gravaram um episódio do programa em Taiwan, como parte da turnê da banda Glay.
O Glay lançou o álbum de estúdio No Democracy em 2 de outubro de 2019.

## Vida pessoal
Nasceu em 1972 em Aomori. Antes de se tornar famoso, Hisashi trabalhou em lojas de conveniência e centros de vídeo-game.

## Composições
- Cynical (single "Ikiteku tsuyosa")
- Doku Roku (álbum "REVIEW", com Takuro)
- Neuromancer (single "a Boy ~zutto wasurenai)
- ai (single "Soul Love")
- Surf Rider (single "Missing You")
- Denki Iruka Kimiyouna Shikou (álbum "ONE LOVE")
- Prize (álbum "ONE LOVE")
- Giant Strong Faust Super Star (single "Mata Kokode aimashou")
- Brothel Creepers (single "Aitai Kimochi", com Takuro)
- coyote, colored darkness (álbum "THE FRUSTRATED")
- THE FRUSTRATED (álbum "THE FRUSTRATED", em dupla com Takuro, sob o nome de "Kombinat-12")
- HIGH COMMUNICATIONS (álbum "THE FRUSTRATED" em dupla com Takuro, sob o nome de "Kombinat-12")
- World's End (álbum "LOVE IS BEAUTIFUL")

## Outros trabalhos
- Além do Glay, Hisashi já teve projetos paralelos, como a banda rally, formada com Kouji Ueno (Radio Caroline e ex-Thee Michelle Gun Elephant), Motokatsu Miyagami (Mad Capsule Market) e Teru (Glay). A banda gravou um cover de "Aku no Hana" para um tributo à banda Buck-Tick.
- Em 1999, Hisashi participou do projeto Poetic Revolution, de Yukinojo Mori, na faixa "Ango", juntamente com Takuro e Teru.
- Tocou na música "Letters", De Hikaru Utada e nas músicas "Say Something", do álbum In the Mood, e "Keep the Faith", do álbum JUST MOVIN' ON～ALL THE -S-HIT, ambos de Kyousuke Himuro.
- Fez uma rápida aparição no filme Casshern, juntamente com Takuro.
- Em 2007 Hisashi interrompeu o programa de rádio "Cyber Net City", que ele apresentou desde 1999.
- Em 12 de dezembro de 2008, Hisashi foi convidado especial em um show do Blue Man Group em Tokyo, em um show especial chamado "Dia do Rock". Com o grupo, Hisashi tocou uma música chamada "Time to Start" e a música "However" do Glay.[8]